# 주거침입죄·퇴거불응죄
| |
| 형법 刑法 |
| 형법학 · 범죄 · 형벌 죄형법정주의 |
| 범죄론 |
| 구성요건 · 실행행위 · 부작위범 간접정범 · 미수범 · 기수범 · 중지범 불능범 · 상당인과관계 고의 · 고의범 · 착오 과실 · 과실범 공범 · 정범 · 공동정범 공모공동정범 · 교사범 · 방조범 |
| 항변 |
| 위법성조각사유 · 위법성 · 책임 · 책임주의 책임능력 · 심신상실 · 심신미약 · 정당행위 · 정당방위 · 긴급피난 · 오상방위 · 과잉방위 · 강요된 행위                                     |
| 죄수 |
| 상상적 경합 · 연속범 · 병합죄 |
| 형벌론 |
| 사형 · 징역 · 금고 벌금 · 구류 · 과료 · 몰수 법정형 · 처단형 · 선고형 자수 · 작량감경 · 집행유예                                                                                  |
| 대인범죄 |
| 보통살인죄 · 존속살해죄 · 자살교사·방조죄 |
| 촉탁승낙살인죄 · 영아살해죄 · 낙태죄 |
| 상관살해죄 |
| 폭행죄 · 상해치사죄 · 절도죄 |
| 성범죄 · 성매매알선 · 강간죄 |
| 유괴 · 과실치사상죄 · |
| 대물범죄 |
| 손괴죄 · 방화죄 |
| 절도죄 · 강도죄 · 사기죄 |
| 사법절차 방해죄 |
| 공무집행방해죄 · 뇌물죄 |
| 위증죄 · 배임죄 |
| 미완의 범죄 |
| 시도 · 모의 · 공모 |
| 형법적 항변 |
| 자동증, 음주 & 착오 |
| 정신 이상 · 한정책임능력 |
| 강박 · 필요 |
| 도발 · 정당방위 |
| 다른 7법 영역 |
| 헌법 · 민법 · 형법 |
| 민사소송법 · 형사소송법 · 행정법 |
| 포털: 법 · 법철학 · 형사정책 |
| v • d • e • h |

주거침입죄·퇴거불응죄(住居侵入罪·退去不應罪)는 사람의 주거·간수하는 저택·건조물이나 선박 또는 점유하는 방실(房室)에 침입(주거침입)하거나 그 장소에서 퇴거요구를 받고 응하지 아니하는(퇴거불응) 죄이다. 3년 이하의 징역 또는 500만원 이하의 벌금에 처한다(319조 1항·2항).

## 주거침입죄

### 보호법익
본죄의 보호법익에 관하여는 종래에는 이를 주거권(住居權)이라고 보고 특히 가장(家長)이 가지는 주거의 출입·수색의 허락권이라고 해석하는 견해까지 있었으나 근래에는 주거에 있어서 사실상의 평온이라고 보는 견해가 유력하다.

### 주거의 정의
'주거'란 사람이 거주하고 침식에 사용하는 장소를 말하며, 건조물인 경우에는 그 주위의 대지(垈地)도 포함한다. '사람'의 주거란 타인의 주거, 즉 자기가 그 공동생활의 일원이 아닌 주거를 말한다. '간수한다'함은 사실상의 관리·지배를 뜻하고, 함부로 타인이 침입하는 것을 방지할 만한 인적 또는 물적인 시설이 있는 것을 말한다. '저택'이란 사람의 주거에 사용하기 위한 건조물 및 그 주위대지를 말하며 현재 주거에 사용되고 있지 않는 것에 한한다. '건조물'이란 공장·극장·창고 등과 같이 주거용이 아닌 건조물을 말한다. '점유하는 방법'이란 건조물 안의 사실상 지배·관리하는 일구획을 말한다. '침입'이란 주거자(또는 간수자·점유자)의 의사(또는 추정적 의사)에 반하여 들어가는 것을 말하며 행위자의 신체 전부가 들어감으로써 기수가 된다(거동범).
다가구용 단독주택이나 다세대주택·연립주택·아파트 등 공동주택 안에서 공용으로 사용하는 엘리베이터, 계단과 복도는 주거로 사용하는 각 가구 또는 세대의 전용 부분에 필수적으로 부속하는 부분으로서 그 거주자 들에 의하여 일상생활에서 감시·관리가 예정되어 있고 사실상의 주거의 평온을 보호할 필요성이 있는 부분이므로, 다가구용 단독주택이나 다세대주택·연립주택·아파트 등 공동주택의 내부에 있는 엘리베이터, 공용 계단과 복도는 특별한 사정이 없는 한 주거침입죄의 객체인 ‘사람의 주거’에 해당하고, 위 장소에 거주자의 명시적, 묵 시적 의사에 반하여 침입하는 행위는 주거침입죄를 구성한다.

##### 침입의 개념
- 주거침입죄의 구성요건적 행위인 침입이란 주거의 사실상 평온상태를 해치는 행위태양으로 주거에 들어가는 것을 의미하고, 침입에 해당하는지는 출입 당시 객관적ㆍ외형적으로 드러난 행위태양을 기준으로 판단함이 원칙이다[6]
- 다가구용 단독주택인 빌라의 잠기지 않은 대문을 몰래 열고 들어가 공용 계단으로 빌라 3층까지 올라갔다가 1층으로 내려온 경우 주거침입죄의 기수이다.[7]

##### 공동거주자이거나 관리인의 경우
- 다른 사람과 공동으로 주거에 거주하거나 건조물을 관리하던 사람이더라도 공동생활관계에서 이탈하거나 주거 등에 대한 사실상의 지배ㆍ관리를 상실한 후 그 주거 등에 임의로 출입하

면 주거침입죄가 성립할 수 있다.

### 실행의 착수

##### 실행의 착수 시기
야간에 아파트에 침입하여 물건을 훔칠 의도하에 아파트의 베란다 철제난간까지 올라가 유리 창문을 열려고 시도하였다면 주거의 사실상의 평온을 침해할 객관적 위험성을 포함하는 구체적인 행위를 한 것으로 야간주거침입절도죄의 실행에 착수하였다.

## 퇴거불응죄
퇴거불응죄는 진정부작위범이다. 즉 처음에 적법하게 들어갔다가 퇴거요구를 받고 나가지 않음으로써 성립되는 것이며 처음부터 불법적으로 침입한 경우에는 비록 퇴거요구에 응하지 않을지라도 주거침입죄를 구성할 뿐이다. 퇴거 요구를 받고 퇴거에 필요한 시간이 경과하였음에도 불구하고 나가지 아니함으로써 기수가 된다. 임대차가 해제된 임차인의 주거에 가옥 소유자가 명도를 요구하러 침입하는 것을 자력구제라고 볼 수 없으나 채권자의 강제방문과 같이 그것이 사회상규상 허용되어 있는 경우에는 위법성이 조각된다.
단체 또는 다중의 위력을 보이거나 위험한 물건을 휴대하여 주거침입·퇴거불응의 죄를 범한 때는 형을 가중한다(특수주거침입：320조). 미수범도 처벌한다(322조).

## 판례

### 주거침입죄
- 근로자들이 사용자와 제3자가 공동으로 관리․사용하는 공간을 사용자에 대한 정당한 쟁의행위를 이유로 관리자의 의사에 반하여 침입․점거한 경우, 위 제3자에 대하여는 정당행위로서 주거침입의 위법성이 조각되지 않는다[10]
- 신체의 일부만 타인의 집 안에 들어간다는 인식하에 타인의 집의 창문을 열고 집 안으로 얼굴을 들이미는 등의 행위를 한 경우에도 주거침입죄의 실행착수가 인정될 수 있다.[11]
- 사용자가 제3자와 공동으로 관리․사용하는 공간을사용자에 대한 쟁의행위를 이유로 관리자의 의사에 반하여침입․점거한 경우 비록 그 공간의 점거가 사용자에 대한관계에서 정당한 쟁의행위로 평가된다 할지라도 그 제3자의명시적 또는 추정적 승낙이 없는 이상 주거침입죄는 성립한다.[12]
- 남편의 부재 중 간통목적으로 처의 동의를 얻고 들어간 경우 - 간통의 목적으로 주거에 들어간 사건[13]
- 일반적 출입이 허용된 장소에 범죄의 목적으로 들어간 경우 - 초원복집에 도청장치를 설치한 사건[14]
- 주거침입죄의 기수시기 - 얼굴만 들이 민 사건
- 주거침입죄 - 보호법익-점유할 권리 없는 자의 점유 사건
- 주거침입죄- 현행범 체포의 한계: 현행범을 추적하여 그 범인의 부의 집에 들어가서 동인과 시비 끝에 상해를 입힌 경우에 주거침입죄가 성립한다. 이 사례는 법률의 착오 중 위법성조각사유의 한계에 관한 판례이기도 하다.
- 주거침입죄 - 월정사 사건: 후에 권원을 상실하여도 적법한 절차에 의하여 점유를 풀지 않는 한 점유가 인정되며, 위요지도 주거 또는 건조물에 포함된다.
- 주거침입죄-절친한 옆집에 물건을 훔치러 들어간 사건- 범죄의 목적으로 피해자의 승낙 없이 그 주거에 들어간 경우에는 주거침입죄가 성립함.
- 터미널 침입 사건: 일반적으로 출입이 허가된 건물에 비정상적인 방법으로 들어간 것은 건조물침입에 해당된다.
- 대의원이 아닌 자가 회의에 참석한 사건: 의사에 반하여 함부로 거기에 들어가고 회사 경비원의 출입통제 업무를 방해한 것은 건조물침입죄와 업무방해죄에 해당
- 대학강의실 침입 사건: 일반적으로 대학교의 강의실은 그 대학당국에 의하여 관리되면서 그 관리업무나 강의와 관련되는 사람에 한하여 출입이 허용되는 건조물이지 널리 일반인에게 개방되어 누구나 자유롭게 출입할 수 있는 곳은 아니다.
- 학생회관 침입 사건- 학생회관의 관리권은 그 대학당국에 귀속된다고 보아야 하므로 학생회의 동의가 있어 그 침입이 위법하지 않다고 믿었다 하더라도 아예 정당사유가 있다고 볼 수 없어 주거침입죄를 구성한다.
- 정보통신부 사건 일반적으로 개방되어 있는 장소라 하더라도 관리자가 필요에 따라 그 출입을 제한할 수 있는 것이므로 관리자의 출입제지에도 불구하고 다중이 고함이나 소란을 피우면서 건조물에 출입하는 것은 사실상의 주거의 평온을 해하는 것으로서 건조물침입죄를 구성
- 대학교에 들어가 집회한 사건
- 권리실행으로 주거침입한 사건: 다른 사람의 주택에 무단 침입한 범죄사실로 이미 유죄판결을 받은 사람이 그 판결이 확정된 후에도 퇴거하지 않은 채 계속하여 당해 주택에 거주한 경우 위 판결 확정 이후의 행위는 별도의 주거침입죄를 구성한다[15]
- 임대차 기간 종료 후 임차인이 건물 들어간 사건
- 고종사촌 집에서 돈 절취한 사건
- 공용으로 사용되는 계단과 복도 사건
- 해고를 다투는 근로자가 노조사무실에 들어간 사건
- 직장폐쇄가 정당하지 않은 사건
- 타워크레인 사건
- 상습절도죄와 주거침입죄의 관계
- 성폭력방지법과 주거침입죄의 관계
- 사람의 주거의 의미
- 출입문이 열려 있으면 안으로 들어가겠다는 의사 아래 출입문을 당겨본 것은 주거의 사실상의 평온을 침해할 객관적인 위험성을 포함하는 행위를 한 것으로 볼 수 있어 그것으로 주거침입의 실행에 착수한 것으로 보아야 한다[16].
- 주거침입죄는 사실상 주거의 평온을 보호법익으로 하고, 구성요건적 행위인 침입은 주거침입죄의 보호법익과의 관계에서 해석해야 하므로 침입이란 주거의 사실상 평온상태를 해치는 행위태양을 기준으로 판단함이 원칙이고, 거주자의 의사에 반하는지는 사실상의 평온상태를 해치는 행위태양 인지를 평가할 때 고려할 요소 중 하나이지만 주된 평가 요소가 될 수는 없다. 일반인의 출입이 허용된 음식점에 영업주의 승낙을 받아 통상적인 출입방법으로 들어갔다면, 특별한 사정이 없는 한 주거침입죄에서 규정하는 침입행위에 해당하지 않는다. 설령 행위자가 범죄 등을 목적으로 음식점에 출입하였거나 영업주가 행위자의 실제 출입 목적을 알았다면 출입을 승낙하지 않았을 것이라는 사정이 인정되더라도 그러한 사정만으로는 출입 당시 객관적·외형적으로 드러난 행위 태양에 비추어 사실상의 평온상태를 해치는 방법으로 음식점에 들어갔다고 평가할 수 없으므로 침입행위에 해당하지 않는다[17]
- 사용자의 직장폐쇄가 정당한 쟁의행위로 인정되지 아니하는 때에는 다른 특별한 사정이 없는 한 근로자가 평소 출입이 허용되는 사업장 안에 들어가는 행위는 주거침입죄를 구성하지 아니한다.[18].

### 퇴거불응죄
- 사용자의 직장폐쇄가 정당한 쟁의행위로 인정되지 아니하는 때에는 적법한 쟁의행위로서 사 업장을 점거 중인 근로자들이 직장폐쇄를 단행한 사용자로부터 퇴거 요구를 받고 이에 불응 한 채 직장점거를 계속하더라도 퇴거불응죄가 성립하지 아니한다[19]
- 교회출입금지 사건: 사회통념상 현관도 건물의 일부임이 분명한 것이므로 피고인이 교회 건물의 현관에 들어간 이상 그 곳에서 교회 관리인의 퇴거요구를 받고 이에 응하지 않았다면 퇴거불응죄가 성립한다.
- 적법한 직장폐쇄 사건: 근로자들의 직장점거가 개시 당시 적법한 것이었다 하더라도 사용자가 이에 대응하여 적법하게 직장폐쇄를 하게 되면, 사용자의 사업장에 대한 물권적 지배권이 전면적으로 회복되는 결과 사용자는 점거중인 근로자에 대하여 정당하게 사업장으로부터의 퇴거를 요구할 수 있고 퇴거를 요구받은 이후의 직장점거는 위법하게 되므로, 적법히 직장폐쇄를 단행한 사용자로부터 퇴거요구를 받고도 불응한 채 직장점거를 계속하는 것은 퇴거불응죄가 된다.

## 같이 보기
- 위요지

## 참고문헌
- 홍가혜. "혼외성관계 목적의 주거출입과 주거침입죄의 성립여부." 한국범죄심리연구 13.2 (2017): 181-204.
- 김철중. "공동주거에 대한 주거침입죄의 성립 - 대법원 2021. 9. 9. 선고 2020도12630 전원합의체 판결을 중심으로 -." 법과 정책 30.1 (2024): 65-100.
- 이은비. "주거침입죄의 처벌범위 확대에 관한 재검토." 국내석사학위논문 경북대학교 대학원, 2012. 대구
- 김철중. "공동주거와 공용부분 등에 대한 주거침입죄 성립에 대한 연구." 국내박사학위논문 서울시립대학교 일반대학원, 2024. 서울
- 이지은. "사업장에서의 단체행동에 대한 주거침입죄 적용범위에 관한 연구." 국내석사학위논문 연세대학교 대학원, 2025. 서울
- 최준혁. "절도죄의 가중구성요건 상호간의 관계에 대하여 : 주거침입죄와 손괴죄를 중심으로." 형사법연구 31.4 (2019): 257-294.
- 김의웅. "개교 16 주년 기념호 : 학생논단 ; 퇴거불응죄 (退去不應罪)의 문제점." 법학논총 4.1 (1963): 90-92.
- 정인섭. "직장점거, 직장폐쇄 그리고 퇴거불응." 산업관계연구 18.1 (2008): 109-138.